# 哈弗
哈弗是由中国汽车制造商长城汽车推出的SUV品牌，成立于2013年3月29日。哈弗采用独立的标识，独立的产品研发、生产、服务等体系，产品销售渠道也和长城汽车完全独立。

## 歷史

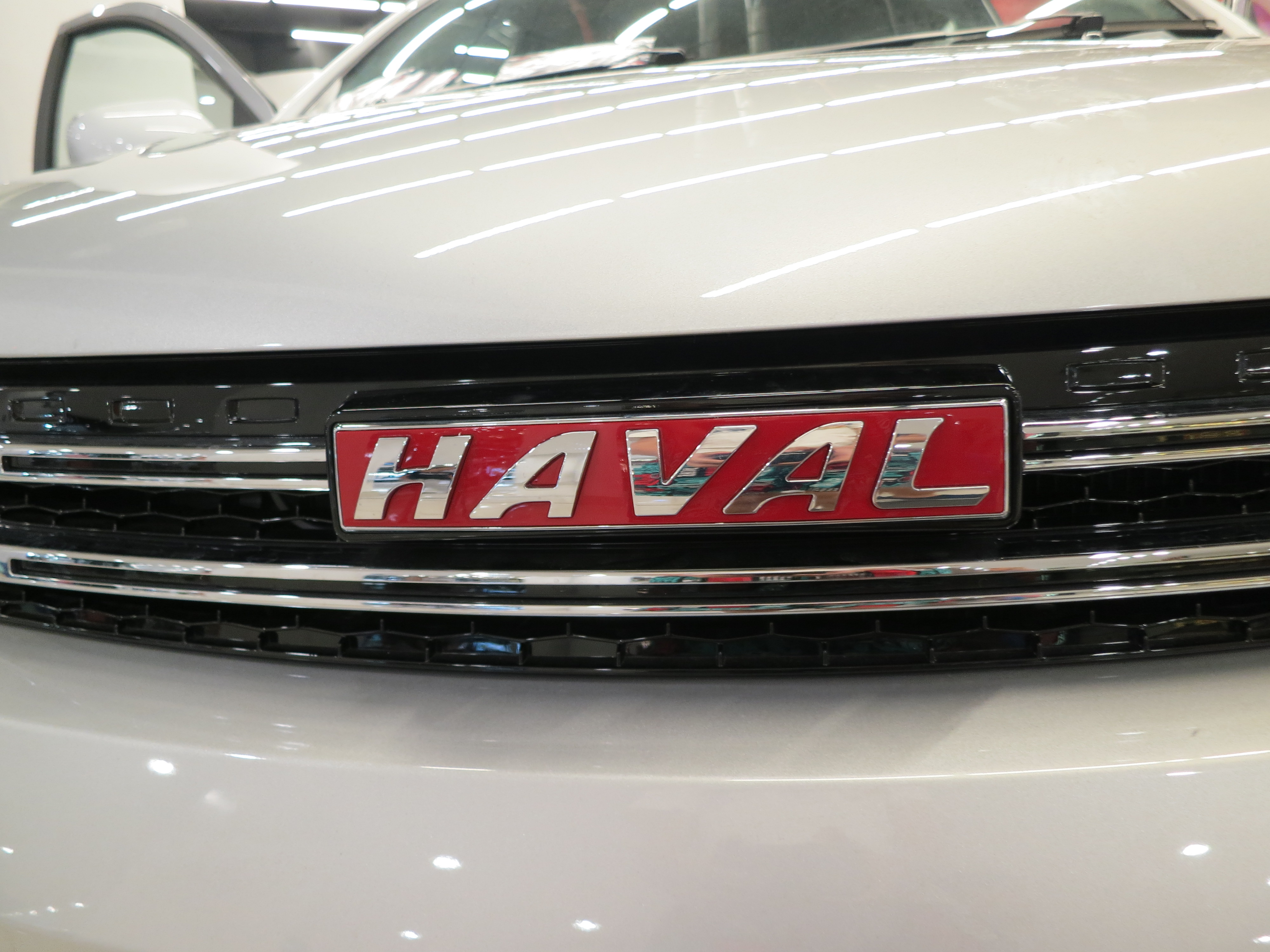
標誌至 2023 年

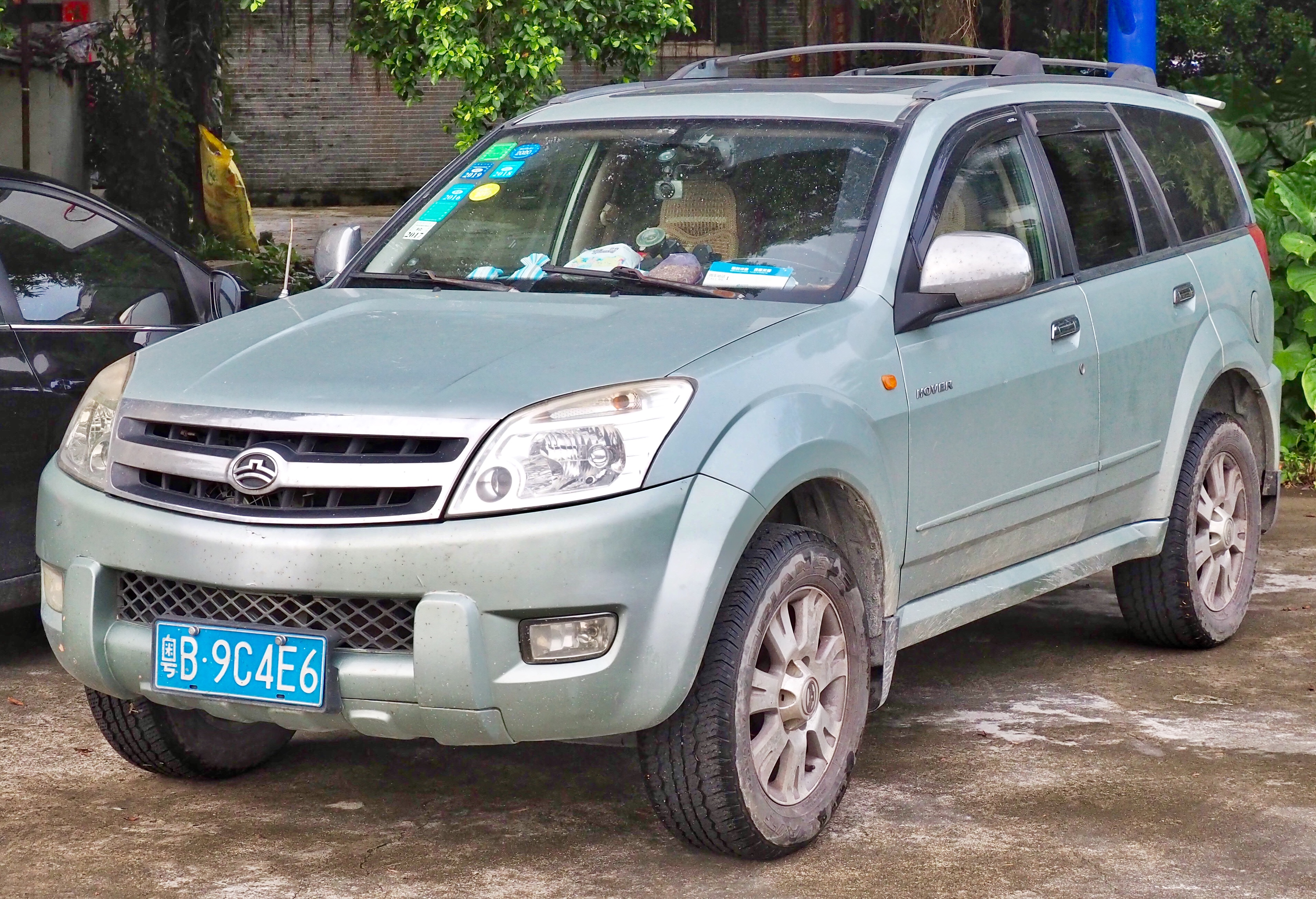
2006年長城懸停。哈弗的中文名稱最初被羅馬化為「Hover」。

哈弗這個名字最早由長城哈弗CUV使用（原羅馬化為Hover，後來更名為哈弗H3）， 它於2005年4月推出，是當地製造商生產的早期緊湊型SUV之一。 作為長城保險箱的繼承者，哈佛CUV採用了更「城市」的設計。 此前，長城汽車主要以皮卡和越野SUV為主。 2006年9月，500輛哈佛CUV首次出口義大利，這是中國營汽車企業首次向歐洲大量出口汽車。
2011年推出的長城哈弗H6憑藉10萬元左右的極具競爭力的價格獲得了熱捧。 繼取得成功之後，哈弗品牌於 2013 年 3 月作為獨立品牌分離出來，並擁有自己的徽標，成為長城汽車繼原長城品牌之後的第二個品牌。 H6家族很快就推出了轎跑車SUV版本、柴油版本和四輪驅動。
2017年起，哈佛品牌分為紅標和藍標子品牌，分別使用紅色和藍色標誌。 子品牌之間的變化主要體現在外觀造型、內裝佈局和材料上，並透過不同的經銷商網路進行行銷。 2019年，這項策略被放棄，哈弗標誌恢復為黑色。 2018年，哈佛推出了針對年輕消費者的F系列車款。 F5、F7等車型採用了更流線型的設計。

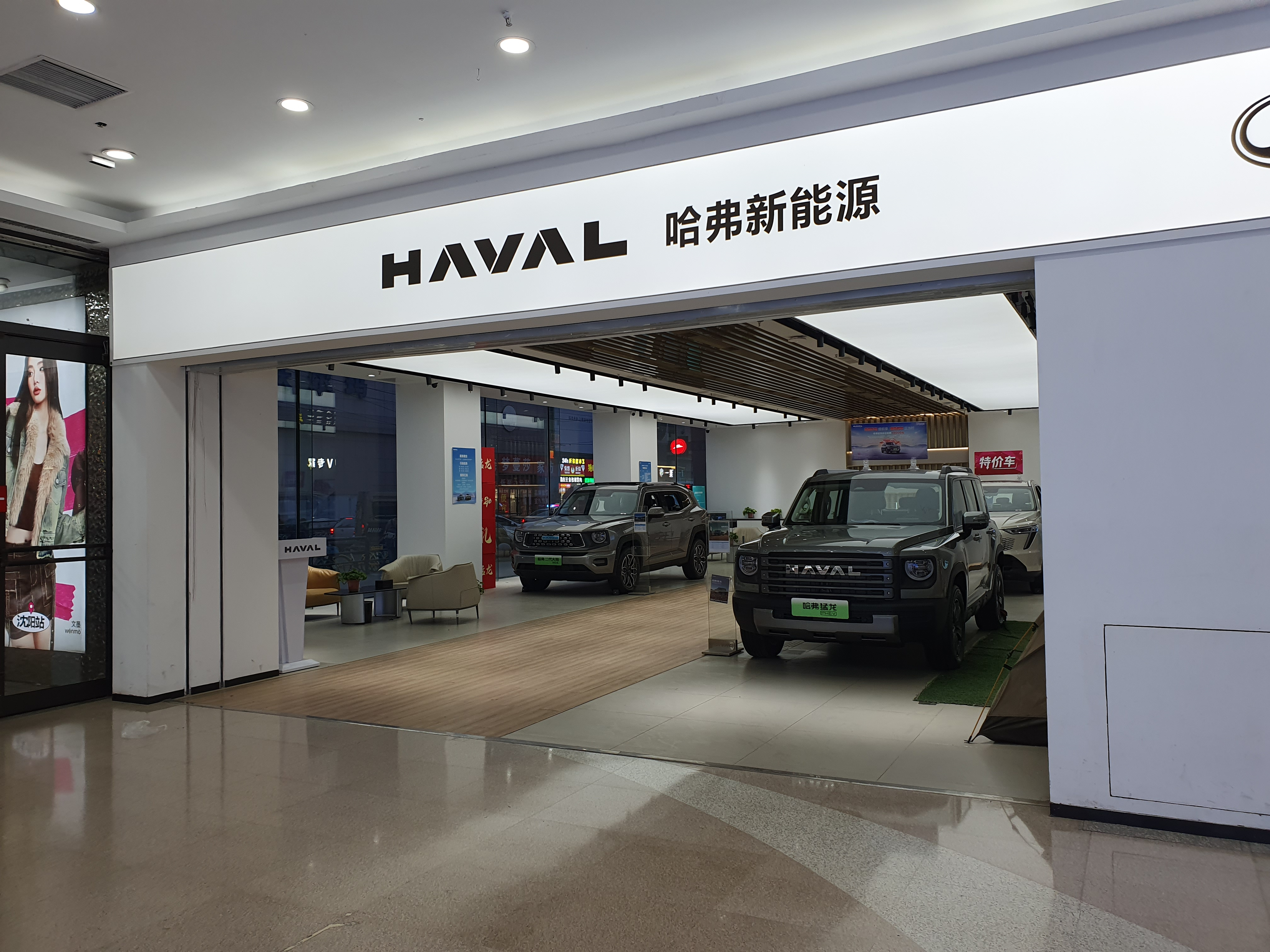
哈弗NEV陳列室位於中國瀋陽一家百貨商店，2024年

截至2018年，哈佛已連續九年位居中國SUV銷量第一。該品牌於 2019 年 1 月生產了第 500 萬輛汽車。 同時，長城汽車創始人魏建軍概述了哈弗5-2-1全球化策略，這意味著5年內該品牌將實現年銷量200萬輛，成為全球第一SUV品牌。
2023年4月上海車展，哈弗推出新標誌。